# Фаллологический музей
Исландский музей фаллосов (исл. Hið íslenzka reðasafn) — уникальный музей в Рейкьявике, посвящённый исключительно изучению пенисов млекопитающих. Музей собирает законсервированные пенисы видов млекопитающих, обитающих в Исландии. Выставляются также экспонаты видов, которые не живут в Исландии, и тематически связанные произведения искусства. Музей насчитывает более 200 экспонатов. С июля 2011 года впервые выставлен также человеческий пенис.
Самым крупным экспонатом музея является часть пениса синего кита длиной 170 см и весом 70 кг. Кости члена хомяков длиной всего 2 мм — это самый маленький экспонат в коллекции, для рассмотрения которого требуется использование увеличительного стекла.